# استان اوگوئه-ایویندو
استان اوگوئه-ایویندو (به لاتین: Ogooué-Ivindo Province) یک منطقهٔ مسکونی در گابن است که در گابن واقع شده‌است. استان اوگوئه-ایویندو ۴۶٬۰۷۵ کیلومتر مربع مساحت و ۶۳٬۲۹۳ نفر جمعیت دارد.